# Friedrich Wilhelm Leopold von Horn
Friedrich Wilhelm Leopold von Horn, ab 1697 Graf von Horn, († 1709) war ein mecklenburgischer Regierungsbeamter und Diplomat aus Schwedisch-Pommern.

## Leben

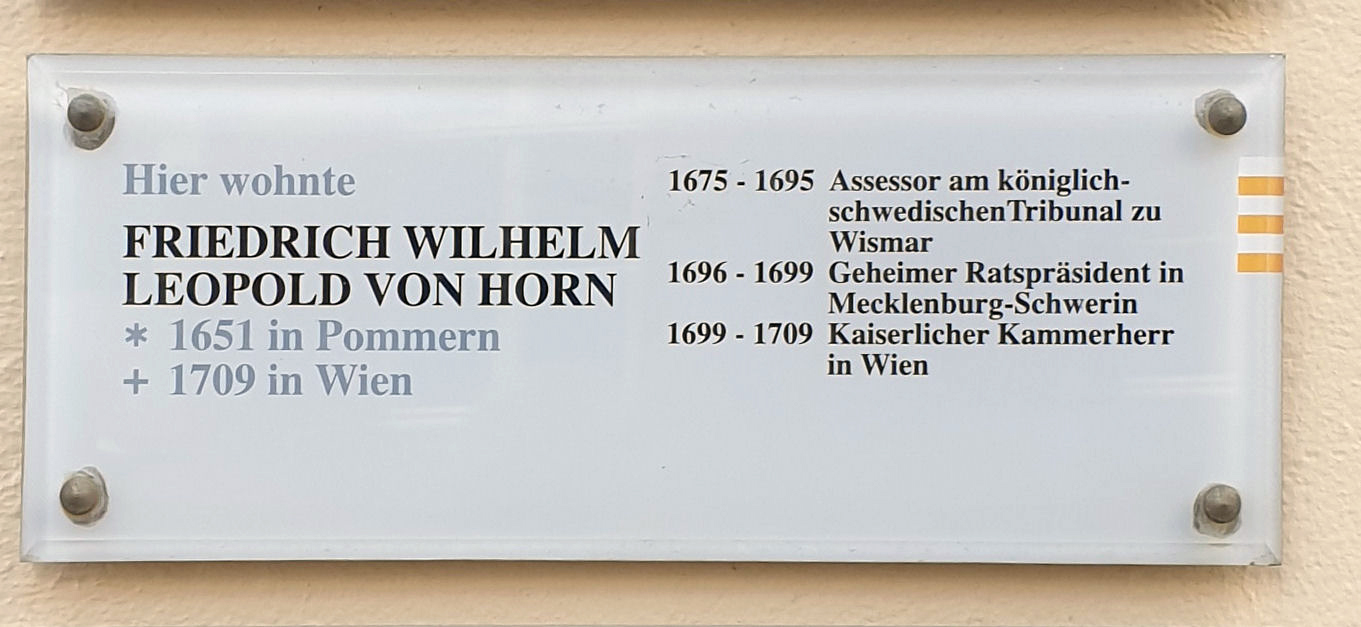
Gedenktafel in Wismar

Friedrich Wilhelm Leopold von Horn entstammte der auf Gut Schlatkow ansässigen Linie der pommerschen Adelsfamilie von Horn und war der Sohn des pommerschen Kanzlers und Diplomaten Philipp von Horn und dessen Frau Agnesa von Mörder.
Horn war Distriktskommissar der pommerschen Ritterschaft in Schwedisch-Pommern, bevor er 1675 als Assessor an das Obertribunal Wismar berufen wurde. Von 1689 bis 1694 war er außerordentlicher schwedischer Gesandter am Hof des Kaisers Leopold I. in Wien. In Wien konvertierte er zum katholischen Glauben.
Anschließend ging er nach Mecklenburg-Schwerin, wo er 1695 erster Minister (Premierminister) und Geheimerratspräsident der Regierung des Herzogs Friedrich Wilhelm I. wurde. Der Herzog entsandte ihn 1696 wegen seiner Erfahrungen und Verbindungen als mecklenburg-schwerinschen Gesandten an den Kaiserhof nach Wien. Seine Aufgabe war es, im mecklenburgischen Erbschaftsstreit bei Hofe für den Anschluss Mecklenburg-Güstrows an Mecklenburg-Schwerin zu werben.
Am 12. August 1697 wurde Horn als herzoglich mecklenburgischer Geheimerratspräsident und Gesandter in Wien vom Kaiser in den Reichsgrafenstand mit der Anrede „Hoch- und Wohlgeboren“ erhoben. Seit Januar 1698 vertrat er die Schweriner Ansprüche auf den in Hamburg begonnenen Verhandlungen, die schließlich 1701 mit dem Hamburger Vergleich beendet wurden, den Landesteil Mecklenburg-Strelitz hervorbrachten und die dritte Hauptlandesteilung von Mecklenburg besiegelten.
In einer 1704 in Schwerin erlassenen „Rang-Hof-Ordnung“ bekleidete Horn die höchste (1.) Klasse. Der Herzog erteilte ihm eine Sondergenehmigung zur Abhaltung von katholischen Privatgottesdiensten.

## Familie
Horn war in erster Ehe mit Anna Magdalena Rotermund, der Tochter des Landrats Philipp Gützlaf Rotermund (* 1607; † 1667) und der Margarete Dorothea von Rotermund, verheiratet. Der Ehe entstammten zwei Töchter, Sophie Agnese Margarethe und Martha Magdalena. In Wien soll Horn eine Frau kennengelernt haben, deren Name nicht überliefert ist und die ihn zur Konversion bewegt haben soll. Seine Frau Anna Magdalena starb um 1696, angeblich aus Kummer über die Glaubensänderung ihres Mannes. Horn heiratete am 22. März 1699 die kaiserliche Hofdame Ludovika Raduit de Souches. Mit ihr soll er zwei Söhne gehabt haben. Seine beiden Töchter, die er erfolglos zur Konversion zu bewegen suchte, sollen 1701 auf dem Hornschen Gut Divitz eines unnatürlichen Todes gestorben sein.